# 窄翅綠夜蛾
窄翅綠夜蛾（学名：Checupa curvivena）为夜蛾科綠夜蛾屬下的一个种。